# Doug Scarratt
Douglas Scarratt, detto Doug (Hove, 8 settembre 1959), è un chitarrista britannico membro del gruppo heavy metal dei Saxon.

## Biografia
Scarratt ebbe la sua prima chitarra a 12 anni e dopo una sola settimana decise che il suo futuro sarebbe stato nella musica. Nonostante ciò, finito il college iniziò a lavorare come designer grafico. Dopo sette anni decise però di tenere fede ai suoi vecchi propositi e iniziò a lavorare come turnista per formazioni funk e pop: pur non essendo soddisfatto del tipo di musica suonato, era riuscito nell'intento di guadagnarsi da vivere con la chitarra.
Entrò nei Saxon nel 1995, per partecipare al tour promozionale di Dogs of War. Lo storico chitarrista e fondatore Graham Oliver, lasciò infatti il gruppo poco dopo la registrazione del disco a causa della forte insoddisfazione verso la nuova direzione musicale intrapresa dal gruppo e problemi con gli altri componenti del gruppo. Il batterista Nigel Glockler propose quindi come sostituto il suo amico e vicino di casa Scarratt, più giovane degli altri (se si eccettua l'altrettanto giovane bassista Nibbs Carter). I restanti membri del gruppo accettarono l'offerta e incisero la cover di You've got another Thing comin' dei Judas Priest per il tributo al combo creatore dell'heavy metal A Tribute to Judas Priest Legends of Metal vol.1, uscito nel 1996. Con l'uscita di The Eagle Has Landed - part II del 1996 e di Unleash the Beast del 1997, fu evidente che la differenza di età tra Oliver e Scarratt, si faceva sentire sia a livello esecutivo che a livello creativo. Infatti il nuovo arrivato dimostrò fin dall'inizio un forte peso compositivo che portò il gruppo a un indurimento ulteriore (già iniziato con Dogs of War) delle composizioni e a una maggiore velocità ritmica. Inoltre laddove Oliver privilegiava la melodia solistica, Scarratt prediligeva lo sfoggio tecnico a scapito della fluidità; tra i suoi assoli più rappresentativi vi sono quelli di Unleash the Beast (nel finale), Killing Ground, State of Grace e Lionheart.
Nonostante l'importanza del vuoto che è andato a colmare, Scarratt è diventato un pilastro dei Saxon, ancor oggi saldo nel gruppo.
Nel 2001 ha pubblicato un album solista con il vecchio amico Nigel Glockler, uscito dal gruppo nel 1998, a titolo Mad Men and English Dogs.

## Curiosità
Nei primi dischi realizzati con i Saxon, "Scarratt" viene scritto con una "t" sola.

## Discografia parziale

### Saxon
- 1996 - The Eagle Has Landed Part II
- 1997 - Unleash the Beast
- 1999 - Metalhead
- 2001 - Killing Ground
- 2002 - Heavy Metal Thunder
- 2004 - Lionheart
- 2006 - The Eagle Has Landed III
- 2007 - The Inner Sanctum
- 2009 - Into the Labyrinth
- 2012 - Heavy Metal Thunder - Live - Eagles over Wacken
- 2013 - Sacrifice
- 2015 - Battering Ram
- 2018 - Thunderbolt

### Nigel Glockler & Doug Scarrat
- 2001 - Mad Men and English Dogs